# Municipio de Boughton (Arkansas)
El municipio de Boughton (en inglés: Boughton Township) es un municipio ubicado en el condado de Nevada en el estado estadounidense de Arkansas. En el año 2010 tenía una población de 452 habitantes y una densidad poblacional de 4,13 personas por km².

## Geografía
El municipio de Boughton se encuentra ubicado en las coordenadas 33°53′5″N 93°21′44″O / 33.88472, -93.36222. Según la Oficina del Censo de los Estados Unidos, el municipio tiene una superficie total de 109.57 km², de la cual 108,46 km² corresponden a tierra firme y (1,02 %) 1,12 km² es agua.

## Demografía
Según el censo de 2010, había 452 personas residiendo en el municipio de Boughton. La densidad de población era de 4,13 hab./km². De los 452 habitantes, el municipio de Boughton estaba compuesto por el 80,97 % blancos, el 7,74 % eran afroamericanos, el 0,22 % eran amerindios, el 1,11 % eran asiáticos, el 8,63 % eran de otras razas y el 1,33 % eran de una mezcla de razas. Del total de la población el 9,96 % eran hispanos o latinos de cualquier raza.